# Cale liberă
Cale liberă este un film românesc din 1987 regizat de Nicu Stan. Rolurile principale au fost interpretate de actorii Emil Hossu, Enikő Szilágyi și Mircea Albulescu.

## Distribuție
Distribuția filmului este alcătuită din:
- Emil Hossu — ing. Alexandru Truică, șeful șantierului de la Metroul din București
- Enikő Szilágyi — ing. Laura Vasiliu, proiectantul șef al lucrărilor de construcții (menționată Enikö Silagy-Dumitrescu)
- Mircea Albulescu — Petre Constantin, directorul Întreprinderii Metroul București
- Iurie Darie — Șerban, directorul general al trustului de construcții
- Ion Haiduc — Grigore, șofer, membru al echipei ing. Truică
- Ruxandra Bucescu — Florina, macaragiță, membră a echipei ing. Truică
- Florin Zamfirescu — Simion, excavatorist, membru al echipei ing. Truică
- Dumitru Palade — Dragomir, membru al echipei ing. Truică
- Dorel Vișan — colonelul genist
- Cornel Revent — Andronic, directorul adjunct al Întreprinderii Metroul București
- Ion Cojar — profesorul arheolog
- Mircea Rusu — Vasile, membru al echipei ing. Truică, îndrăgostit de Florina
- Alexandru Lungu — maistrul Barbu, membru al echipei ing. Truică
- Sandu Mihai Gruia — Tudor, fratele lui Grigore, membru al echipei ing. Truică
- Mircea Anca — militarul genist care ține legătura prin stație cu colonelul
- Cristian Șofron — Datcu, șef de schimb, membru al echipei ing. Truică
- Liviu Manolache — ing. Grigorescu, șeful șantierului 2 de la Metroul din București
- Mugur Arvunescu
- Maria Junghietu
- Luminița Bota — iubita lui Tudor
- Cosmin Șofron — băiatul care-i aduce Laurei cadoul ing. Truică (nemenționat)

## Primire
Filmul a fost vizionat de 1.222.572 de spectatori în cinematografele din România, după cum atestă o situație a numărului de spectatori înregistrat de filmele românești de la data premierei și până la data de 31 decembrie 2014 alcătuită de Centrul Național al Cinematografiei.